# الربا، حماة
الربا (به عربی: الربا) یک روستا در سوریه است که در ناحیه مرکزی سلمیه واقع شده‌است. الربا ۱٬۸۱۳ نفر جمعیت دارد.